# Nascimento virginal de Jesus

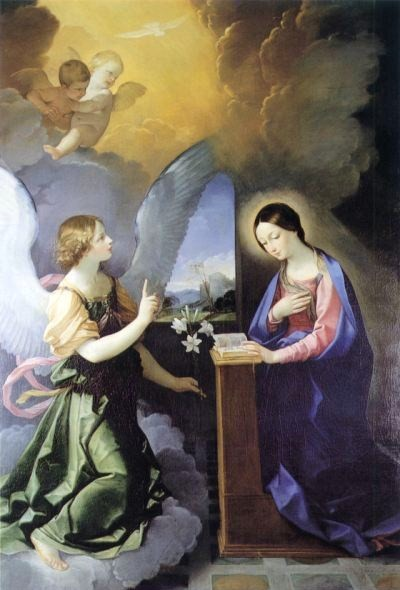
Anunciação, de Guido Reni

O nascimento virginal de Jesus é um dogma do cristianismo e do islamismo que sustenta que Maria concebeu Jesus milagrosamente, se mantendo virgem, ou seja, sem relação sexual. Seria mais correto falar em "conceição virginal". Esta doutrina foi universalmente adotada na Igreja cristã já no século II  e aceita pela Igreja Anglicana, a Igreja do Leste, a Igreja Ortodoxa, Igrejas Protestantes e a Igreja Católica Romana.
O dogma é incluído nos dois credos mais amplamente usados. Um afirma que Jesus "foi a encarnação do Espírito Santo e da Virgem Maria" (o Credo de Niceia, que é sua forma familiar) e outro que Ele "nasceu da Virgem Maria" (Credo dos Apóstolos),. Estes dois credos não tinham sido seriamente postos em causa, exceto por alguns setores minoritários, até à teologia do Iluminismo, no século XVIII.
O Evangelho de Mateus (Mateus 1)  e o Evangelho de Lucas (Lucas 3) dizem que Maria era virgem e que Jesus foi concebido pelo Espírito Santo. Esses evangelhos, a tradição recente e a doutrina atual apresentam a concepção de Jesus como um milagre sem envolvimento de pai natural, sem intercurso sexual e sem fertilização genética, mas em vez disso trazida à cena pelo Espírito Santo.
Na Igreja Católica e na Igreja Ortodoxa, o termo "nascimento virginal" não significa apenas que Maria era virgem quando concebeu e deu à luz, mas também que ela teria permanecido virgem por toda a vida, uma crença atestada desde o século II d.C.. (Veja Virgindade perpétua de Maria).
A doutrina geral cristã do nascimento virginal de Jesus não deve ser confundido com a doutrina católica romana da Imaculada Conceição, que trata da conceição imaculada da própria Maria por Santa Ana. A concepção de Maria teria ocorrido da forma tradicional, sem milagre, e o que a doutrina católica prega é que ela veio ao mundo sem a "mancha" (em latim: macula) do pecado original.
A virgindade de Maria na concepção de Jesus é também um dogma no islamismo. Os muçulmanos se referem a Jesus como "Jesus filho de Maria" (Isa bin Maryam), um termo repetidamente utilizado no Corão.

## Novo Testamento

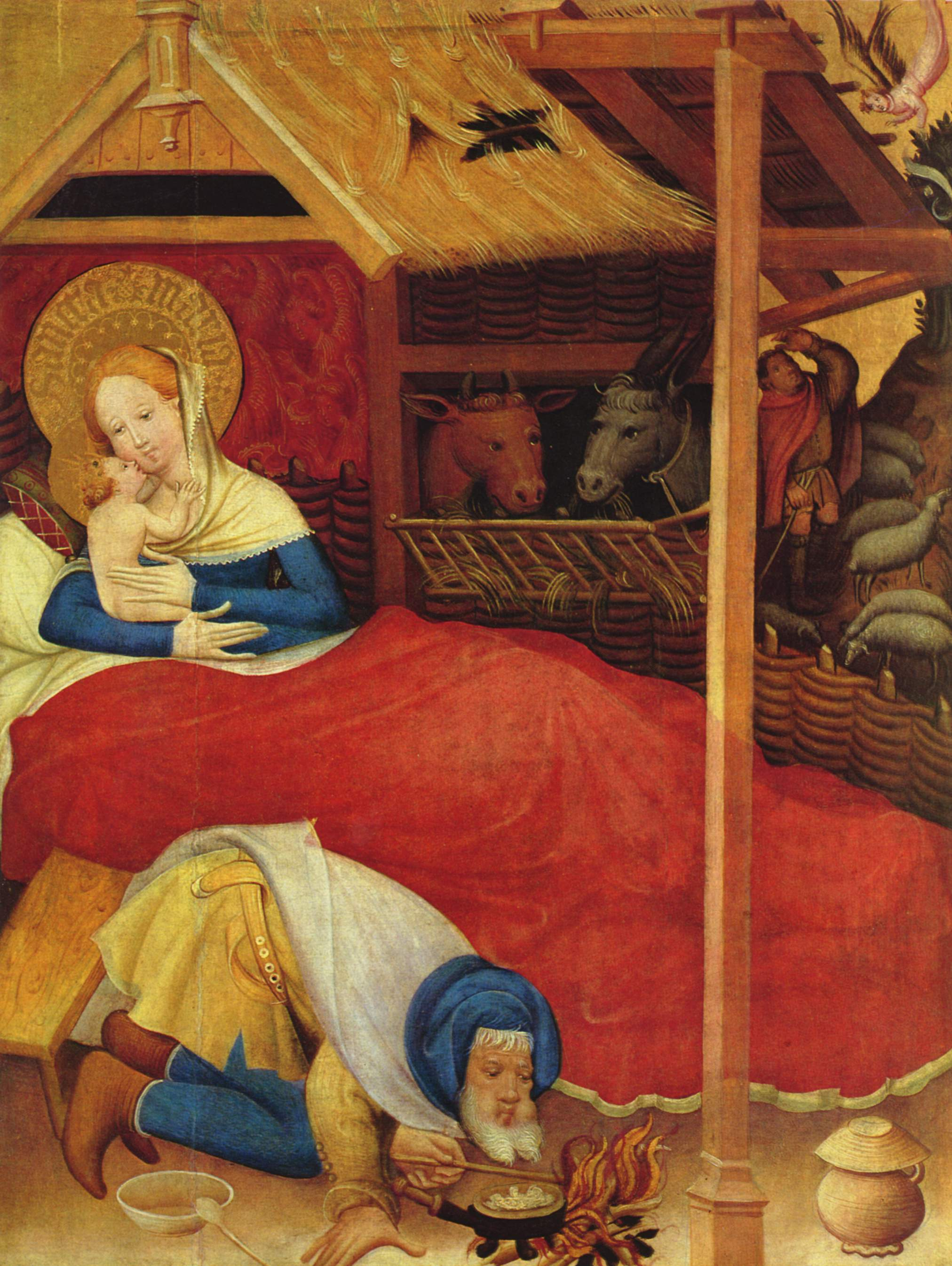
Nascimento de Jesus.
Por Conrad von Soest (1403), na Stadtkirche St. Nikolaus.

### Evangelhos
O Novo Testamento contém quatro relatos da vida de Jesus, geralmente chamados de Evangelhos. Ainda que eles tenham muito em comum, há também diferenças no período coberto pelo relato e o seu foco. O Evangelho de Marcos e o Evangelho de João essencialmente começam com o batismo de Jesus por João Batista e, portanto, não contém a narrativa do nascimento. O Evangelho de Mateus e o Evangelho de Lucas começam com o nascimento de Jesus e a sua genealogia. É através destes dois que temos os dois únicos relatos canônicos do nascimento de Jesus e ambos são inequívocos sobre a concepção ter ocorrido sem a intervenção de um pai humano.

#### Mateus

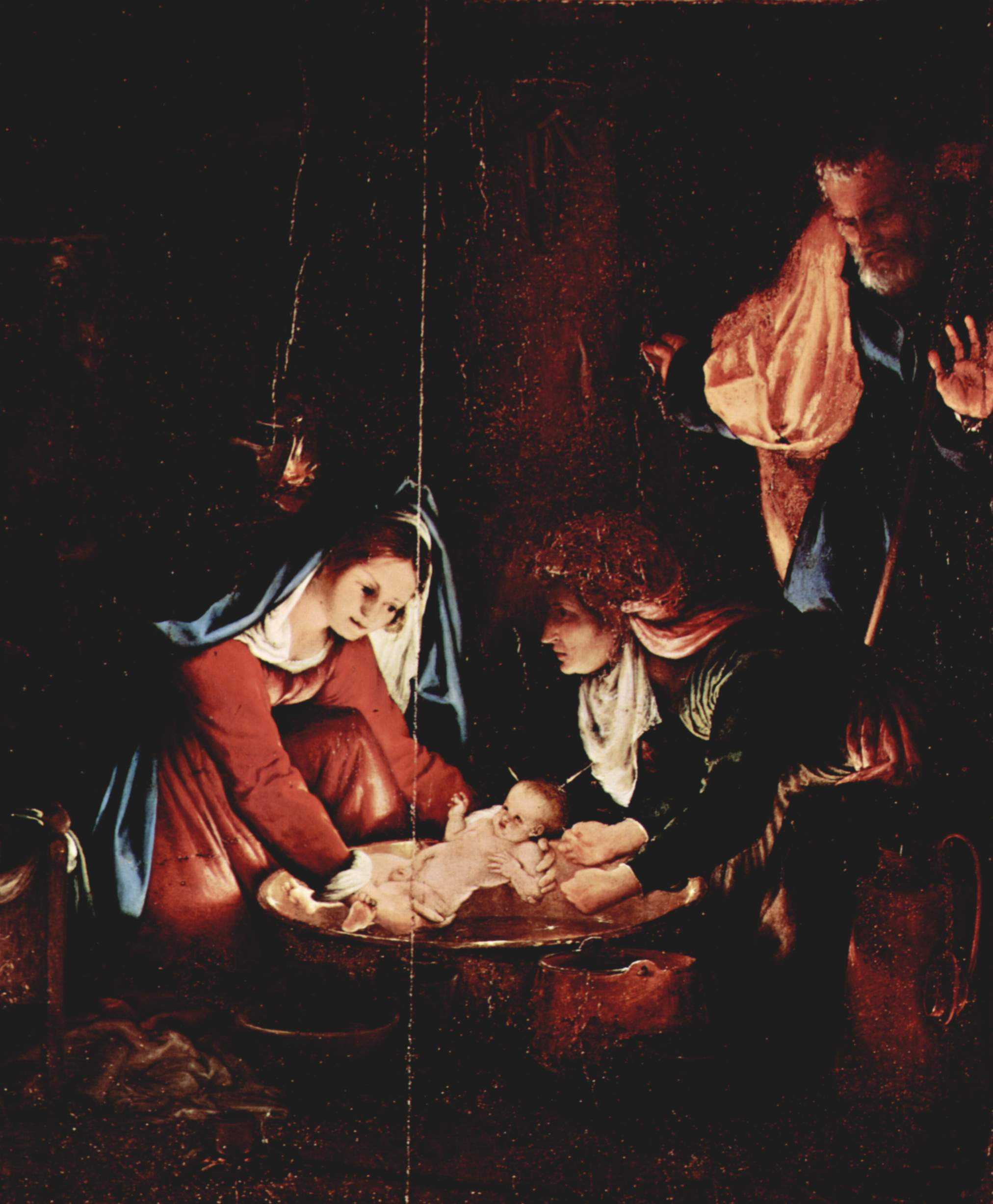
Nascimento de Jesus.
Por Lorenzo Lotto (1527), na Pinacoteca Nazionale di Siena, em Siena.

O Evangelho de Mateus (circa 80 - 85) começa com uma genealogia desde Abraão até José, qualificando-o como «esposo de Maria, da qual nasceu Jesus, que se chama Cristo.» (Mateus 1:16). O texto original grego, que tem "ἐξ ἧς" (feminino singular), mostra que o termo "da qual" se refere, sem dúvida, a Maria e não a José ou ambos. Mateus  afirma então que, quando se descobriu que Maria estava grávida, ela não tinha ainda coabitado com José, de quem ela era noiva e que ele ainda não manteve relações com ela até que a criança nasceu. Ele declara que «o que nela foi gerado, é por virtude do Espírito Santo» (Mateus 1:20), realizando a profecia de Isaías 7:14, citada por Mateus como "Eis que a virgem conceberá e dará à luz um filho, E ele será chamado Emanuel, que quer dizer, Deus conosco.". Sobre o texto de Isaías, veja a seção Antigo Testamento abaixo.
A língua hebraica tem uma palavra específica, betulah, para virgem e uma mais ampla, almah, para donzela. Como almah é a palavra usada no texto hebraico de Isaías, alguns comentaristas bíblicos acreditam que seja ao menos possível que Isaías teria em mente apenas uma concepção natural por uma jovem mãe e que Mateus utilizou este trecho das escrituras ao nascimento daquele que ele acreditava ser o Messias, da mesma forma como João também fez uso de outro trecho das mesmas Escrituras, que falava sobre a cordeiro da Páscoa, no relato sobre a morte de Jesus. Outros acreditam que Isaías estava de fato profetizando de fato o futuro nascimento virginal do Messias.

#### Lucas
Assim como Mateus, o Evangelho de Lucas (circa 85 - 90) inclui uma narrativa da infância de Jesus e a sua genealogia. Em Lucas 1:30–35, Maria pergunta como é possível ela conceber e estar grávida sendo uma virgem, e recebe a resposta de que isto acontecerá pelo poder de Deus. Lucas 3:23–38 apresenta a genealogia, diferente da fornecida por Mateus. Os acadêmicos divergem sobre qual dos dois, Mateus ou Lucas, é a genealogia legal - via José - e qual relata a descendência física, via Maria.
Quando o anjo Gabriel conta a Maria que ela ter um filho concebido pelo Espírito Santo(veja Anunciação), ela responde com o Magnificat, um cântico de alegria, provavelmente da liturgia do cristianismo primitivo. O Magnificat é um dos diversos trechos coesos que o autor incorpora na narrativa do Evangelho..

### Epístolas de Paulo

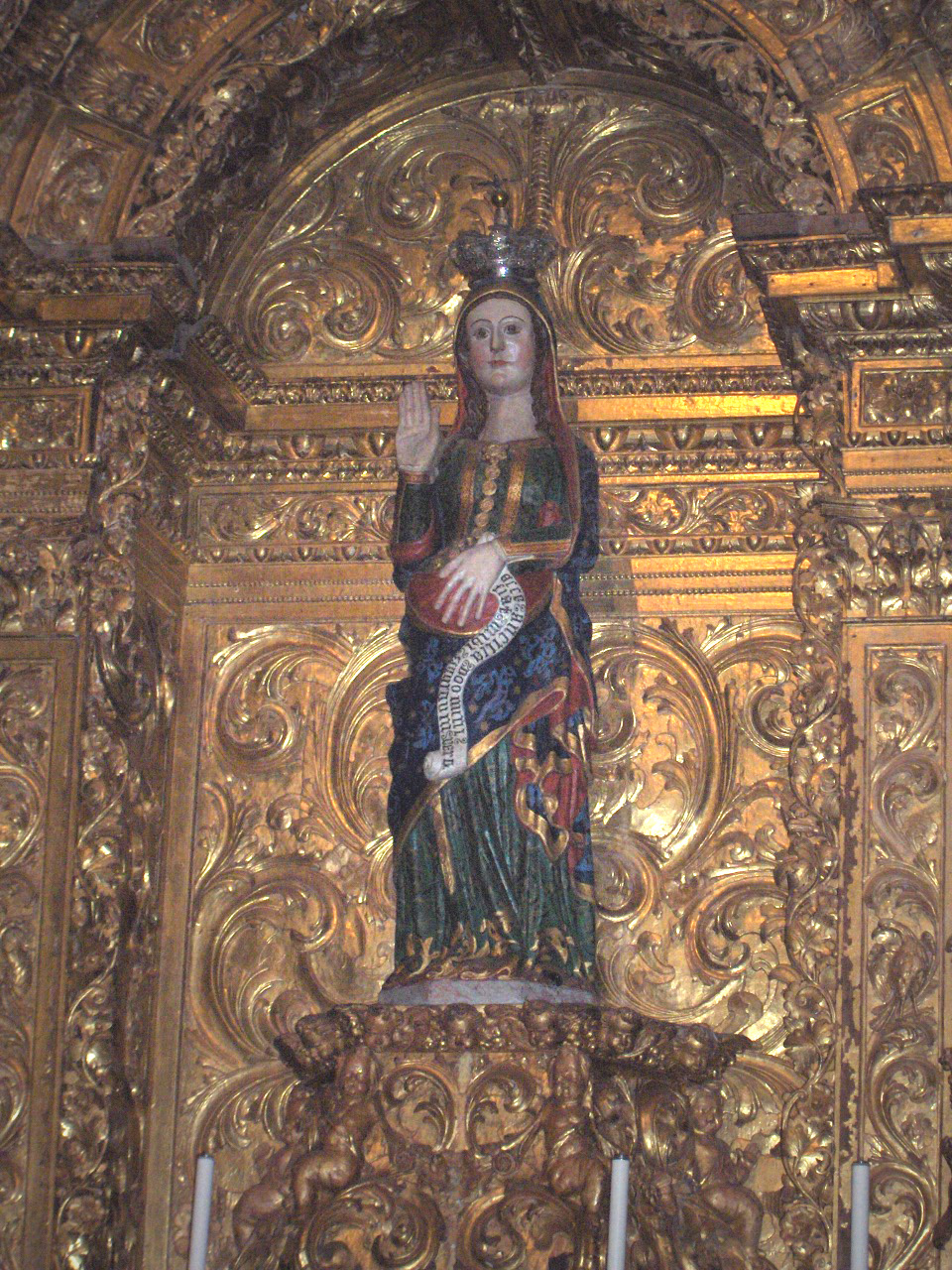
Maria grávida.
Na Catedral de Évora, em Évora, Portugal.

As cartas de Paulo, consideradas como sendo os textos mais antigos do Novo Testamento, não afirmam que a mãe de Jesus seria uma virgem. Algumas passagens delas mereceram atenção especial.
Em Gálatas 4:4, Paulo escreveu:
| “ | Mas quando veio o cumprimento do tempo, enviou Deus a seu Filho, nascido de mulher | ” |
|   | — Gálatas 4:4.                                                                     |   |

Esta frase fala de Jesus como tendo nascido "de uma mulher" e não de "uma virgem". Alguns vêem nisto uma evidência de que Paulo não conhecia nenhum relato do nascimento virginal de Jesus. Outros vêem a frase como implicando que Jesus não tinha um pai humano, especialmente por conta da ênfase na mãe e a omissão de qualquer menção sobre seus pais é o oposto do que se esperaria numa genealogia hebraica, onde o pai é geralmente o único entre os pais a ser mencionado. E alguns apontam para a maldição lançada sobre Jeconias (Jeremias 22:30) como evidência da obra divina em "linhas tortas", afirmando que apenas através de um nascimento virginal poderia Jesus ter José como seu pai legal, herdando assim as promessas de David e, ao mesmo tempo, evitar a maldição de Jeconias de que nenhum de seus descendentes iria prosperar e se sentar no trono de David. Porém, John P. Meier explica a ênfase na mãe notando que isto acontece no Antigo Testamento sempre que ela é mais famosa que o pai, quando ela é viúva ou quando talvez o pai não é mais lembrado.

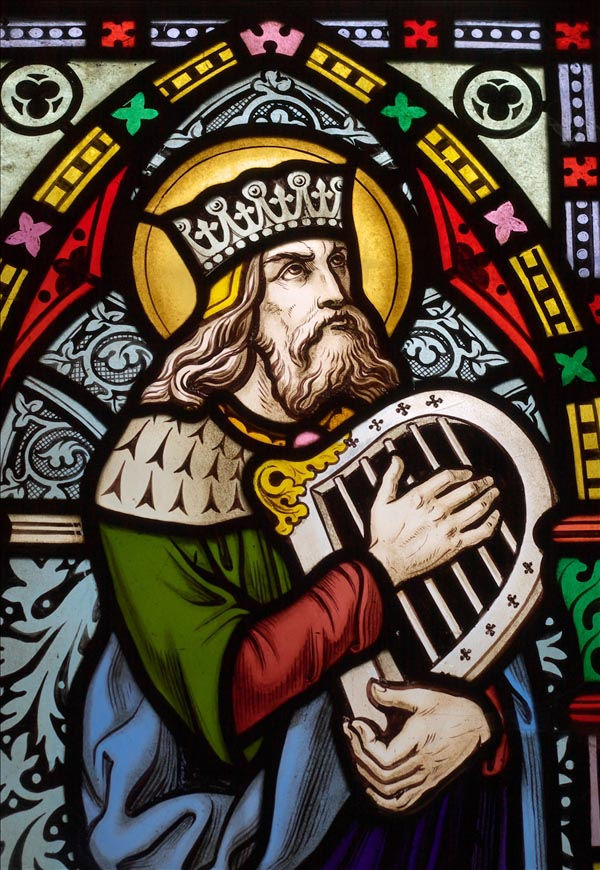
Rei David.
Vitral.

A Epístola aos Romanos se inicia com as seguintes palavras:
| “ | Paulo, servo de Cristo Jesus, chamado para ser apóstolo, separado para o Evangelho de Deus, que ele antes prometeu pelos seus profetas nas Santas Escrituras, acerca de seu Filho (que veio da descendência de Davi quanto à carne e que foi com poder declarado Filho de Deus quanto ao espírito de santidade, pela ressurreição dos mortos), Jesus Cristo nosso Senhor... | ” |
|   | — Romanos 1:1–4. |   |

Alguns tomam a frase "que veio da descendência de Davi quanto à carne" como significando que José, um descendente de David, era o pai físico de Jesus, negando assim o seu nascimento virginal. Outros tomam-na como indicando que Maria também seria uma descendente de David e que a referência nesta mesma passagem de Jesus como sendo o "Filho de Deus" mostraria que a alegação de que Paulo nada sabia sobre o nascimento virginal é sem fundamento.
Em Romanos 8:3–4 se lê:
| “ | O que a Lei não podia fazer, no que se achava fraca pela carne, Deus, enviando a seu próprio Filho em semelhança de carne de pecado e por causa do pecado, condenou o pecado na carne; para que a exigência justa da Lei se cumprisse em nós, que não andamos segundo a carne, mas segundo o Espírito. | ” |
|   | — Romanos 8:3–4. |   |

Alguns vêem em "em semelhança de carne de pecado" como significando apenas que Jesus seria externamente como qualquer outro ser humano. Este ponto de vista é provavelmente apoiado por uma afirmação de Paulo em «não conheceu pecado» (II Coríntios 5:21), enquanto que outros vêem aí uma contradição entre a noção de Paulo de ser "em semelhança de carne de pecado" e o conceito de nascimento virginal.
Alguns estudiosos notaram que I Timóteo 1:4, onde Paulo clama para as pessoas não "se preocupassem com fábulas e genealogias intermináveis, as quais antes provocam discussões...". Isto pode indicar que Paulo teria uma visão negativa sobre o desenvolvimento das histórias sobre o nascimento virginal e suas genealogias variadas, considerando-as fabulosas e prejudiciais à fé.
Como já foi alertado por diversos estudiosos do Novo Testamento, a ordem na qual os evangelhos foram escritos mostram que as mais antigas pregações cristãs sobre Jesus se focavam em sua morte e ressurreição. Elas focavam também nos atos e palavras que tradicionalmente faziam parte do ministério de Jesus, que foram então colecionadas e arrumadas em ordem lógica e não cronológica, a base dos quatro evangelhos canônicos, dos quais o Evangelho de Marcos é o mais antigo. Atos 10:37–41 nos apresenta uma descrição similar à de Marcos, começando com o batismo de Jesus e terminando com a sua ressurreição, sem mencionar o seu nascimento. Apenas posteriormente, por razões não apenas de curiosidade, mas também apologéticas e teológicas, mais atenção foi dispendida no nascimento e na infância de Jesus, como é o caso dos Evangelhos de Mateus e de Lucas.
Ausência de referências nas obras de Paulo sobre a infância e mesmo sobre o ministério de Jesus pode ser entendida como parte deste mesmo padrão. Deve-se ter em mente, porém, que Paulo não era um dos discípulos originais de Jesus. Seu único encontro com ele ocorreu com o Jesus já ressuscitado. Além disso, suas epístolas se focaram muito mais em assuntos eclesiásticos do que propriamente na vida de Jesus.

## Antigo Testamento

### Isaac

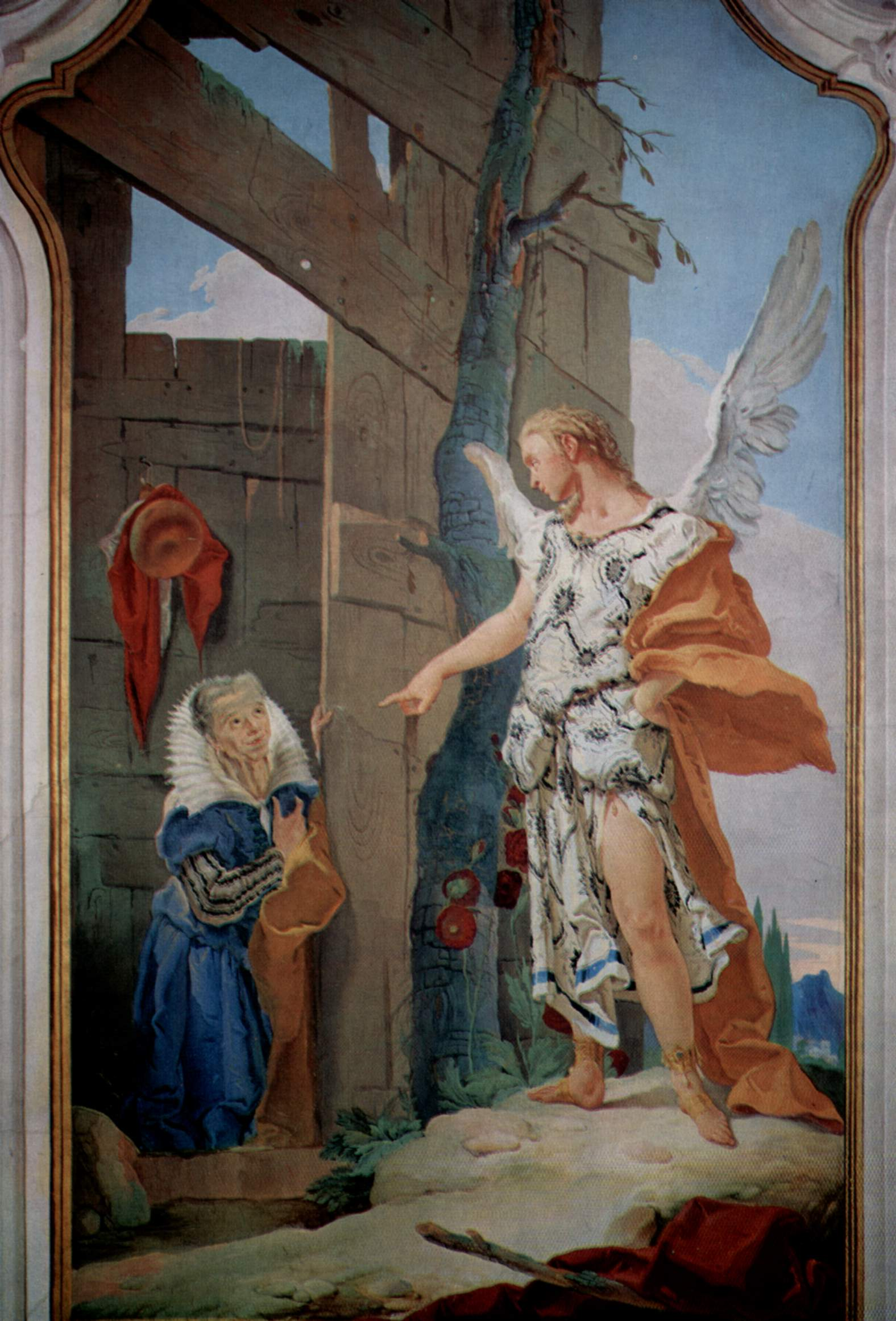
Anúncio da gravidez milagrosa de Sara, que daria à luz Isaac, que profetizou a vinda de Jesus.
Por Giovanni Battista Tiepolo (1726-28), no Palazzo Arcivescovile, em Udine, na Itália.

Histórias sobre nascimentos milagrosos ou inesperados ocorrem por toda a Bíblia. No início do Gênesis, o primeiro livro, Sara da à luz Isaac aos noventa anos de idade. Nele e em livros posteriores, outras mulheres também dão à luz após anos de infertilidade e se cria um padrão de pais esperando por filhos prometidos para o pai ou a mãe, um filho que resgataria o povo, geralmente liderando-o. Este tema é considerado por alguns acadêmicos como sendo peculiar da teologia hebraica do direito divino dos reis.
A narrativa do nascimento de Jesus seria, neste sentido, interpretada como sendo baseada propositalmente neste arquétipo do mandato divino de resgate, liderança ou ambos. Um cristão seria, literalmente, alguém que acredita que Jesus é o Cristo, um rei ou salvador designado por Deus. E as diferenças de opinião são principalmente sobre a confiabilidade histórica dos relatos do Novo Testamento ao invés da interpretação de suas intenções.
Ao contrário do relato que Mateus e Lucas dão sobre a milagrosa concepção de Jesus, todos os nascimentos deste tipo no Antigo Testamento e o nascimento de João Batista no Novo, são apresentados como sendo resultado da forma tradicional de concepção de um casal.

### Emanuel
Mateus, escrevendo em grego sobre o nascimento virginal de Jesus, cita o trecho de Isaías 7:14–16 da Septuaginta, onde aparece a palavra "παρθένος" (parthenos - virgem), enquanto que o original hebraico traz "עלמה" (almah), que tem um significado mais amplo, de uma mulher solteira, noiva ou recém-casada, como é o caso da noiva de Acaz, Abi.
Na Tradução Brasileira da Bíblia, o trecho aparece assim:
| “ | Portanto o Senhor mesmo vos dará um sinal; eis que uma donzela conceberá e dará à luz um filho, e por-lhe-á o nome de Emanuel. Ele comerá manteiga e mel, quando souber rejeitar o mal e escolher o bem. Pois antes que o menino saiba rejeitar o mal e escolher o bem, será desolada a terra, ante cujos dois reis tu tremes de medo. | ” |
|   | — Isaías 7:14–16. |   |

Isaías nomeia os dois reis como sendo os dois inimigos de Acaz, Rezim, rei de Damasco, e Peca, filho de Remalias, rei de Samaria. Uma das explicações para o propósito desta passagem em Isaías é que profecia original teria sido proclamada em 734 a.C., quando, antes que uma quase-nascida criança soubesse a diferença entre o bem e o mal, Rezim da Síria (que ameaçava Israel na época) seria conquistada. Esta profecia seria realizada dois anos depois, quando a Síria foi derrotada pelo "rei da Assíria", Tiglate-Pileser III, em 732 a.C. Esta criança aparece no capítulo 8, onde se diz que, antes que ela tenha atingido a maioridade, Peca da Samaria e o reino do norte de Israel seriam destruídos, o que ocorreu também pelas mãos da Assíria em 722 a.C..
Alguns dizem que passagem é uma dupla referência (teologia que afirma que a Bíblia teria uma realização de curto prazo e outra de longo prazo); um sinal tanto para Acaz de que a aliança contra ele seria destruída e para a casa de David como um todo de que ela fora ameaçada de extinção. O texto hebraico se utiliza do singular para a primeira realização e do plural para a segunda, de longo prazo. Com a primeira, reassegura Acaz de que a aliança seria destruída antes que Emanuel pudesse aprender a "rejeitar o mal e escolher o bem". Em Isaías 8:8, Isaías faz uma terceira profecia sobre Emanuel, desta vez relacionada à invasão assíria da Judeia e ao cerco de Jerusalém durante o tempo de Ezequias. Por este motivo, Abi, mãe de Ezequias, é por vezes identificada como sendo a almah de Isaías 7:14.

### Judaísmo messiânico

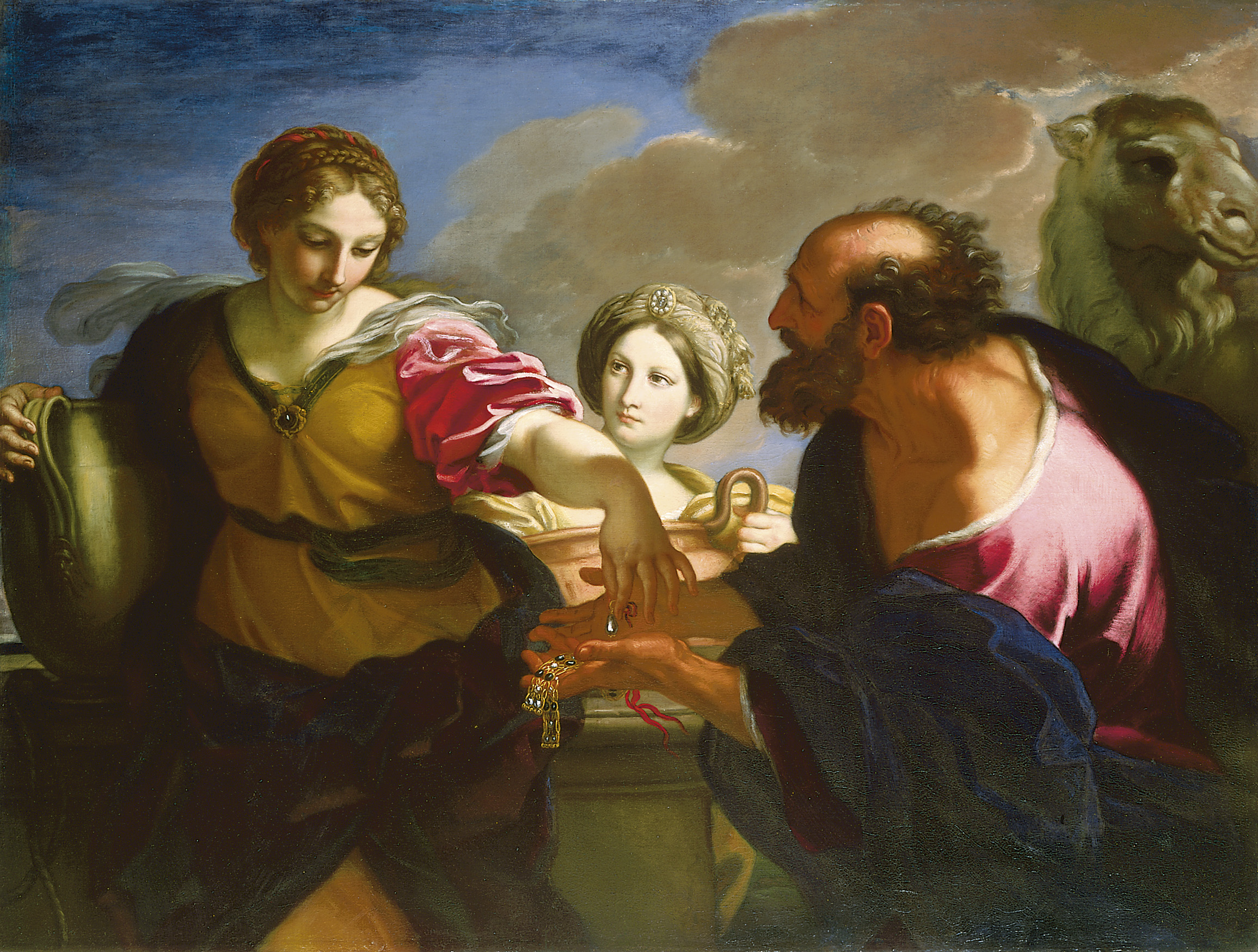
Rebeca e Eliezer no poço.
Por Carlo Maratta (1655-57), no Indianapolis Museum of Art, Indianápolis

Alguns aderentes do judaísmo messiânico (que creem, como os cristãos, que Jesus é o Messias, mas propõem uma síntese do judaísmo com o cristianismo. É considerada pelos cristãos e judeus tradicionais como uma forma de cristianismo) escreveram diversos comentários apologéticos explicando o nascimento virginal como eles enxergam ensinado a partir da Torá. Os argumentos se baseiam no fato de que nem os profetas e nem os discípulos de Jesus poderiam adicionar nada a Torá no tocante a profecias sobre o Messias e, portanto, enfatizam a necessidade de se utilizar da hermenêutica judaica para que se consiga compreender o que ela tem a ensinar sobre o assunto, compreendendo assim o que queriam dizer os profetas e, posteriormente, os discípulos.
Sobre o nascimento virginal, a abordagem começa com o exame de Gênesis 3:15, sobre como o texto está escrito no feminino (זרעה, "zarah" - "a sua semente") e não no masculino.
Argumentos adicionais são apresentados sobre a primeira utilização do termo "almah" na Torá como se referindo à Rebeca, que é chamada também de "betulah", no que é também o primeiro uso da palavra na Torá - ambas na mesma passagem, descrevendo a mesma pessoa. A palavra hebraica "betulah" (virgem), sendo a primeira descrição da mulher no relato de Gênesis 24:16, e então a palavra "almah" (donzela), sendo a segunda descrição na lembrança de Eliezer sobre o mesmo evento em Gênesis 24:43, sendo para eles um ensinamento contraditório assumir que o segundo é simplesmente um detalhamento do que o primeiro. Eles então defendem que Eliezer não usa a palavra "betulah" e sim "almah" para descrever o que a Torá primeiro chama de "betulah" e não "almah". O raciocínio continua indicando que isto seria para mostrar ao leitor de que a expectativa sobre "ha almah" ("a donzela"), que dará a luz ao Messias, é também chamada de "betulah" (virgem) - como já fora no passado o caso de Rebeca.

### Apócrifos do Antigo Testamento

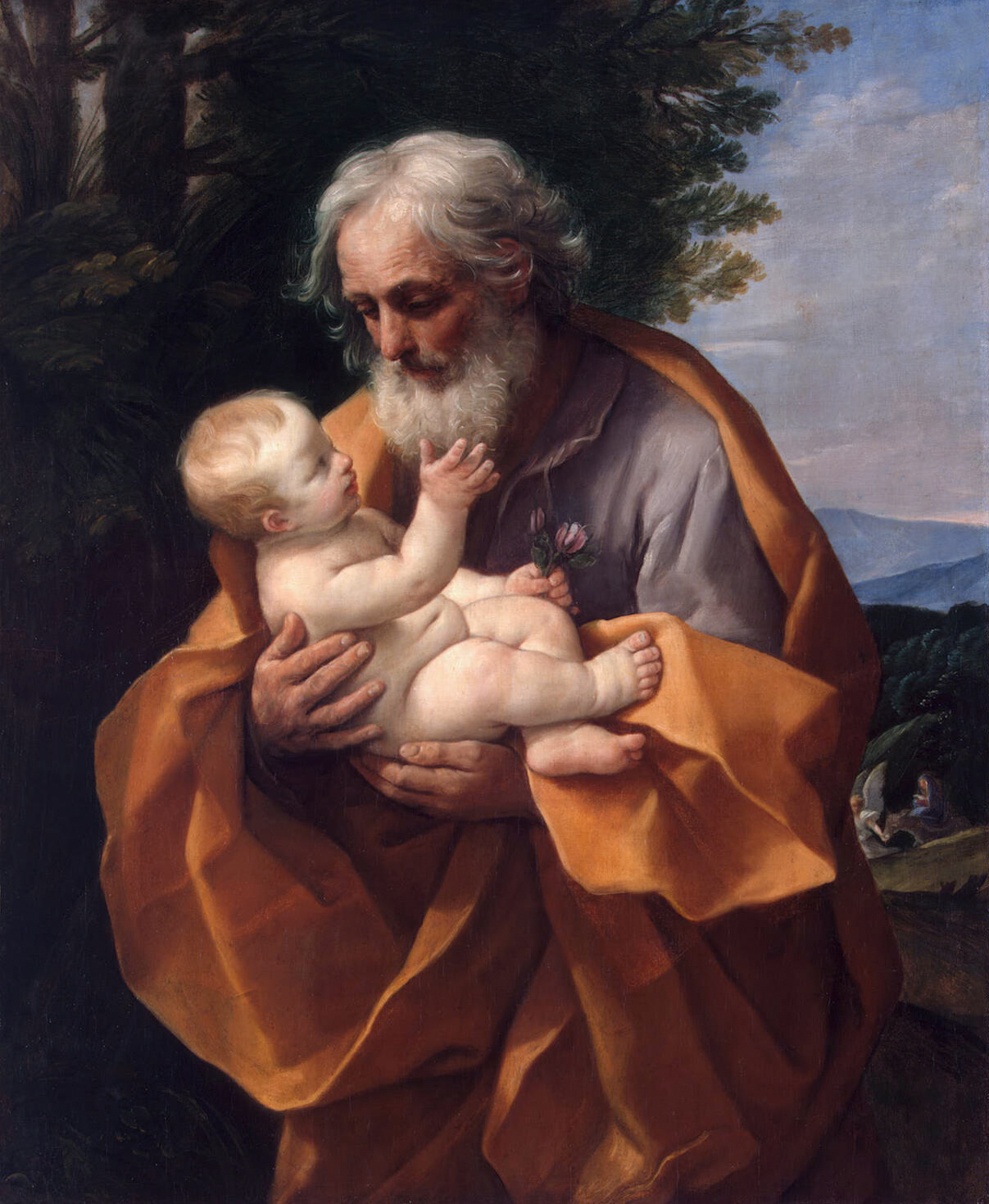
São José e o Menino Jesus.
Por Guido Reni (c. 1635), atualmente no Museu Hermitage, em São Petersburgo.

A pseudepígrafe Ascensão de Isaías, provavelmente da primeira metade do século II, é uma narrativa do nascimento virginal de Jesus. A mesma narrativa também pode ser encontrada em diversos evangelhos da Infância, como o Evangelho de Tiago (prov. 150 d.C.). Uma história algo similar sobre Melquisedeque está no Segundo Livro de Enoque, no trecho chamado "Exaltação de Melquisedeque", considerada por alguns como uma adição posterior.

## Cristianismo e tradições similares
O argumento de que as profecias do Antigo Testamento sobre o nascimento virginal de Jesus foram as inspiradores de mitos pagãos similares foi primeiro proposto por Justino Mártir em sua Primeira Apologia de Justino, escrita ainda no século II d.C. Ele propõe este argumento também em seu Diálogo com Trifão, no qual ele debate com um judeu chamado Trifão:
| “ | "Esteja seguro então, Trifão," - eu continuei - " que eu estou bem estabelecido no conhecimento e fé nas Escrituras contra as falsificações acredita-se que aquele que é chamado o Diabo realizou entre os gregos; como algumas delas foram forjadas pelos magos do Egito e outras, pelos falsos profetas no tempo de Elias. Pois quando eles contam que Baco, filho de Júpiter, foi criado pelo intercurso entre Júpiter e Semele e que ele foi o descobridor da vinha; e quando eles contam que, tendo sido partido em pedações e tendo morrido, ele se reergueu e ascendeu aos céus; e quando eles introduzem o vinho em seus mistérios, eu não percebo que o Diabo imitou a profecia anunciada pelo patriarca Jacó e relatada por Moisés? | ” |
|   | — Diálogo com Trifão, Justino Mártir. |   |

### Outros nascimentos milagrosos

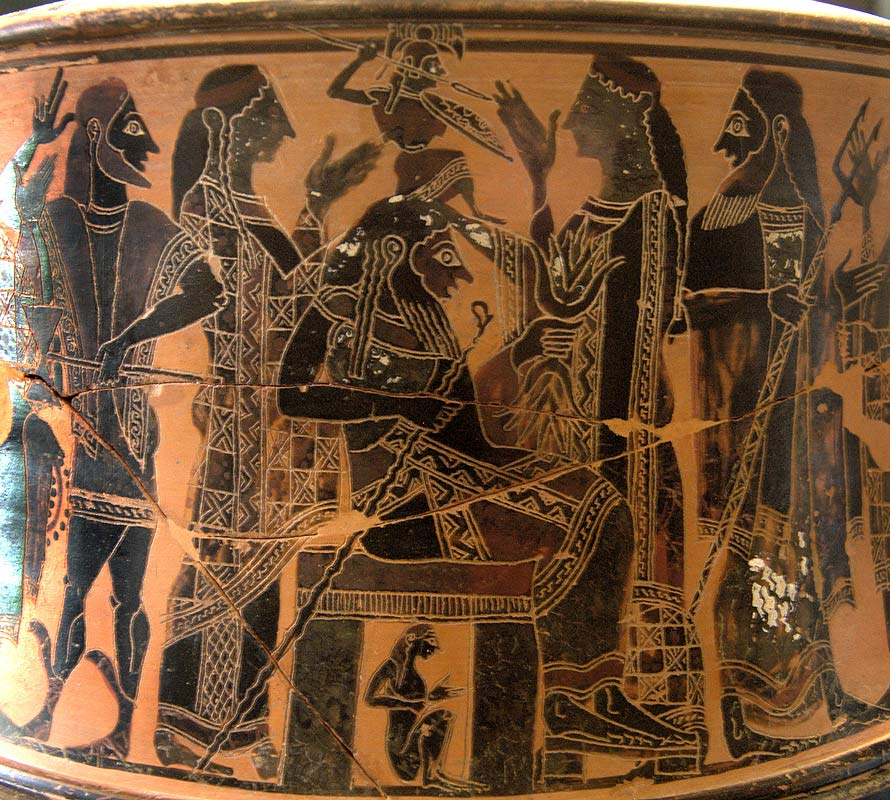
Nascimento de Atena a partir da testa de Zeus.
Vaso no Museu do Louvre, em Paris.

Fora da Bíblia, heróis lendários e mesmo reis verdadeiros já foram retratados como sendo filhos de deuses. Tanto os faraós e os imperadores romanos eram considerados como deuses, este últimos sendo considerados assim somente após a morte. As narrativas fora da Bíblia tipicamente envolvem o intercurso sexual, algumas vezes com o uso da força ou de truques para sedução da vítima, com o deus se disfarçando de humano ou se transformando num animal, por exemplo. As histórias de Leda, Europa e o nascimento de Hércules são alguns exemplos.
Diversos autores já tentaram demonstrar a dependência do cristianismo de uma religião de mistérios romana chamada mitraísmo, que existia antes do cristianismo. As primeiras reconstruções da lenda de Mitras, propostas a partir de fontes persas, de que ele teria nascido da união da Mãe Terra com Aúra-Masda. Contudo, a teoria não se sustentou. Entalhes mostrando a lenda reforçam as fontes documentais que focam em Mitras tendo nascido diretamente da rocha, da mesma forma que Atena, a filha de Zeus e de Métis, teria emanado da testa de Zeus.

## Significados figurativos e alegóricos
De acordo com Uta Ranke-Heinemann, o nascimento virginal de Jesus significaria uma alegoria para uma iniciativa especial de Deus, comparável à criação de Adão por Deus, e alinhada com as lendas e alegorias da antiguidade sobre pessoas famosas tendo se originado de deuses (como Augusto, filho de Apolo, ou Alexandre, o Grande, filho de Zeus). Porém, Heinemann se considera excomungada por expressar estas opiniões, que não são aceitas pela Igreja Católica.
Para outros autores, o dogma alude a certos episódios bíblicos. Para os Santos Padres, o nascimento de Jesus estaria relacionado à sua ressureição: assim como Jesus entrou e saiu das entranhas de Maria, Jesus apareceu após a ressurreição aos apóstolos, entrando no cenáculo estando este de portas fechadas, como relatado em João 20, 19-20. Por sua vez, o Gênesis afirma que as dores do parto seriam consequência do pecado original de Adão e Eva, logo, tendo Maria sido preservada deste, teria tido um parto sem dores, como previa uma profecia de Isaías (Is 66, 7).

## Historicidade

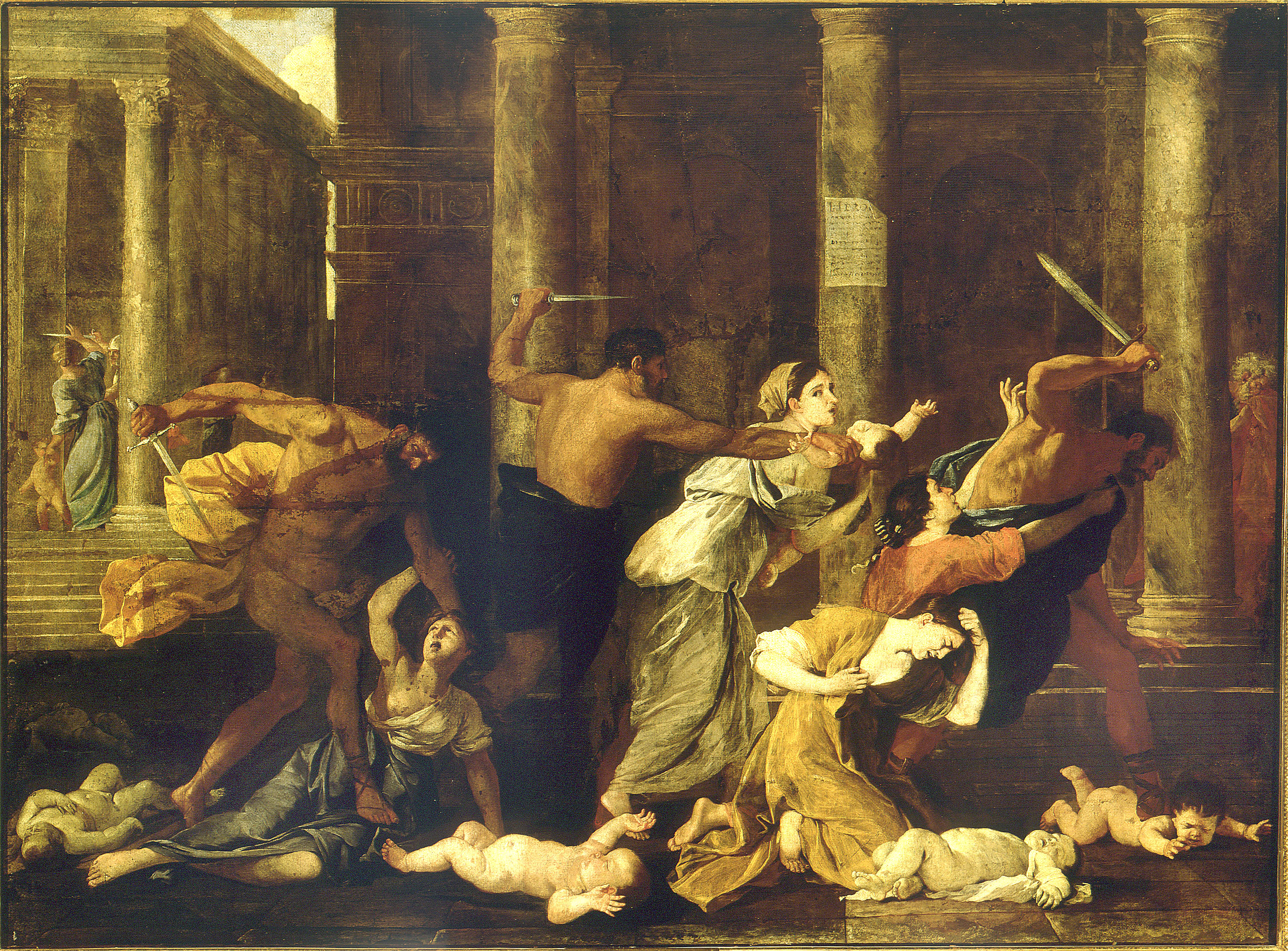
Massacre dos Inocentes
Por Nicolas Poussin (1628), no Petit Palais, em Paris.

Alguns autores consideraram significativo que dois evangelhos separados atestem sobre o nascimento virginal, embora divirjam nos detalhes. Sob este ponto de vista, a concepção e o nascimento virginal constituem uma tradição que se encaixa dentro do critério de múltipla atestação. Os relatos de Mateus e Lucas são tomados como testemunhos independentes da tradição, acrescentando assim de forma significativa para a confirmação da realidade histórica do evento do nascimento. Que a concepção em si tenha sido milagrosa parece ter uma "única atestação", a de Maria, pois a confirmação do anjo não é considerada, historiograficamente como válida.
Alguns críticos do argumento da dupla atestação apontam para as diferenças entre os relatos de Mateus e Lucas sobre o nascimento de Jesus. De acordo com Mateus, o anjo (sem nome) informa José sobre a concepção virginal e, conforme Lucas, o anjo Gabriel informa Maria antes que a concepção ocorra. Mateus diz José e Maria estavam em Belém quando Jesus nasceu e que eles fugiram para o Egito para escapar de Herodes, o Grande e que, posteriormente, agora fugindo do filho de Herodes Arquelau, eles se mudaram para Nazaré. De acordo com Lucas, o casal vivia em Nazaré e só viajaram para Belém para cumprir a ordem dos romanos de se recensearem. Lucas menciona ainda que Maria era prima de Isabel, mãe de João Batista (veja Visitação), que o recém-nascido Jesus fora visitado por pastores e ainda atribui dois longos hinos (o Magnificat e o Benedictus) e um curto (o Nunc dimittis) aos personagens do relato. Nada disso é mencionado em Mateus que, por sua vez, relata a visita dos Magos, o massacre dos inocentes por Herodes e a fuga para o Egito, eventos ignorados por Lucas.
Duas explicações rivais sobre a "dupla atestação" de Mateus e Lucas sobre o nascimento virginal de Jesus foram propostas:
1. O nascimento virginal foi um evento histórico e a narrativa de Mateus e de Lucas são baseadas em diferentes aspectos do evento, de acordo com os relatos das testemunhas sobre ele.
2. Tanto Mateus quanto Lucas queriam apresentar Jesus como realizando as profecias das Escrituras hebraicas. Ambos conheciam as profecias sobre o nascimento virginal em Belém (a cidade de David) e, portanto, estes elementos nas duas histórias batem. Mas cada autor inseriu as profecias na narrativa de formas diferentes. Por exemplo, ambos tentaram explicar como Jesus teria nascido em Belém, quando se sabia que ele era de Nazaré (como mencionado nos quatro evangelhos) - e cada um saiu com uma explicação diferente.

Entre outras hipóteses que foram propostas como explicações sobre as origens dos relatos nos dois evangelistas sobre o nascimento de Jesus de uma virgem está a de Stephen L Harris, que propôs que eles foram escritos como resposta a caluniadores judeus, que acusavam Jesus de ter tido um nascimento ilegítimo, do qual há evidências do século II d.C..

### Ilegitimidade

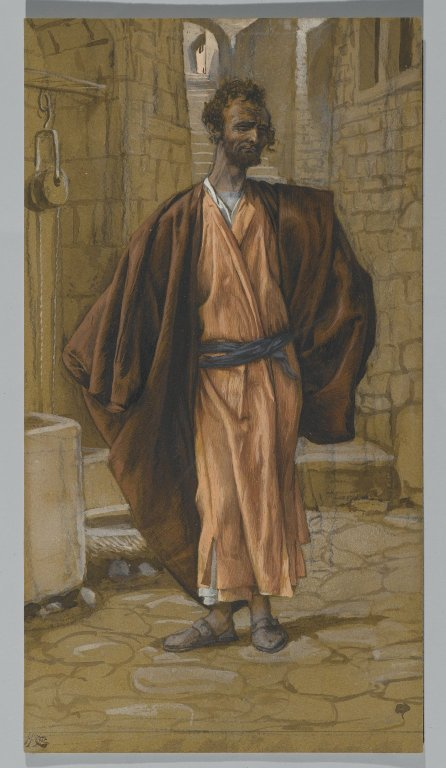
Judas Iscariotes, retratado como herói em algumas obras contra o Cristianismo.
Por James Tissot, no Brooklyn Museum, em Nova Iorque.

No século II d.C., Celso, um filósofo pagão anti-cristão escreveu que o pai de Jesus seria um soldado romano chamado Pantera. As opiniões de Celso forçaram uma resposta do mais brilhante apologista cristão da época, Orígenes, que considerava a história uma farsa.. Raymond E. Brown afirma que a história de Pantera era uma explicação fantasiosa para o nascimento de Jesus e contém pouquíssimas evidências históricas.
Na Idade Média, como parte dos conflitos com os cristãos, uma paródia satírica dos evangelhos cristãos chamada Toledot Yeshu foi escrita pelos judeus, provavelmente como um instrumento para evitar conversões para o nascente cristianismo. O livro se refere ao nome Pantera (ou Pandera) como sendo o pai de Jesus e também retratou Judas Iscariotes como um herói. O livro acusa Jesus de ter um nascimento ilegítimo como filho de Pantera e de atos heréticos - e violentos - junto com seus discípulos durante o seu ministério. Robert E. Van Voorst afirma que a origem literária do Toledot Yeshu não pode ser recontada com facilidade e, dado que é improvável que ela seja anterior ao século IV, ela é por demais afastada para que seja provável que ela inclua qualquer lembrança real de Jesus.

### Partenogênese versus nascimento virginal
Um mecanismo proposto pelo qual o nascimento virginal de Jesus poderia ser explicado seria através da chamada partenogênese, que é um fenômeno natural em algumas espécies e já foi artificialmente induzido até mesmo em mamíferos, mas que geralmente só produz uma prole de um gênero específico, que depende do sistema genético atrelado ao dimorfismo sexual na espécie.. Na espécie humana, dotada de um cariótipo com cromossomos sexuais XX para mulheres e XY para homens, a partenogênese - até o momento sem relato de ocorrência natural - produziria necessariamente fêmeas.  Assim como a ressurreição de Jesus, a concepção de Jesus é tida pelos fiéis como tendo sido um evento estritamente milagroso, não passível de explicação através de um processo natural, independente de quão raro ou excepcional ele seja.

## Celebração
Os cristãos celebram a concepção de Jesus em 25 de março e seu nascimento no natal (25 de dezembro) ou na epifania (6 de janeiro). Entre as muitas tradições associadas com o Natal estão a construções de presépios e encenação de acontecimentos do nascimento de Jesus, como a visita dos três reis magos.

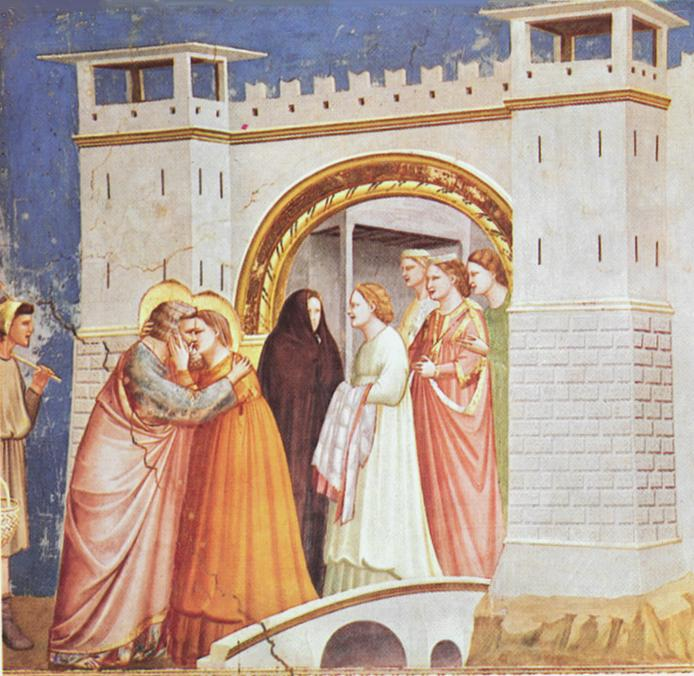
Os futuros pais de Maria, Joaquim e Ana se encontram na Porta Dourada, após terem sido milagrosamente informados que teriam um filho.
Por Giotto di Bondone, na Capela Scrovegni, em Florença..

Existe um debate acerca das razões pelas quais os cristãos escolheram o dia 25 de dezembro para celebrar o nascimento de Jesus. Uma das teorias vigentes alega que isso aconteceu porque eles queriam opor-se à atual festa do solstício de inverno do Natalis Solis Invicti (aniversário do Sol Invicto) comemorando nesta data o nascimento do "Sol da Justiça". Uma outra tradição deriva a data do Natal ao da Anunciação, a concepção virginal de Jesus. Uma vez que, supostamente, essa se dava em 14 de Nisan no calendário judaico, calculado para ter sido em 25 de março ou em 06 de abril, acredita-se que a data do nascimento de Cristo ocorreu nove meses depois. Um tratado que agora imagina ser falso, atribuído a São João Crisóstomo, argumentava que Jesus foi concebido e crucificado num mesmo dia do ano e dizia que este dia era 25 de março, cálculo este que também foi mencionado por Agostinho de Hipona.

## Distinção entre concepção imaculada e concepção virginal
A concepção virginal de Jesus é muitas vezes erroneamente confundida com o ensino da Imaculada Conceição pela Igreja católica, isto é, a concepção natural de Maria pela sua mãe, porém livre do pecado original. A doutrina católica da Imaculada Conceição de Maria é definida da seguinte forma: "A Santíssima Maria foi, desde o primeiro instante de sua concepção, por singular graça e privilégio de Deus Todo-Poderoso e em virtude dos méritos de Jesus Cristo, Salvador do gênero humano, preservada imune de toda mancha de pecado original."

## Leitura complementar
- Spong, John Shelby. Born of a Woman: A Bishop Rethinks the Virgin Birth. San Francisco : Harper, 1994.
- Ralph Brown. The Life of Mary As Seen By The Mystics. : Rockford, IL: Tan Books & Publishers, 1994.
- [T. Bosse  A Biblical Account of the Mystery Revealed : Erlanger, KY : Tuvott Publishing, 2003.